# بارب ببری شش‌نواره
بارب ببری شش‌نواره (نام علمی: Desmopuntius hexazona)، گونه ای ماهی از خانواده کپورماهیان آسیای جنوب شرقی است که بومی نهرهای آب سیاه، جنگلهای باتلاقی و دیگر زیستگاه‌های آب شیرین با حرکتی کم در شبه جزیره مالایی، سوماترا و بورنئو است. اگرچه گزارش‌هایی از حضور این گونه در حوضه رود مکونگ وجود دارد. تایگربارب شش‌خط ارزش ویژه ای در تجارت آکواریوم دارد. طول کل این گونه به ۵٫۵ سانتیمتر (۲٫۲ اینچ) می‌رسد.